# Mercedes-Benz E-Клас
Mercedes-Benz Е-клас — один із найзнаменитіших автомобілів німецької фірми Mercedes-Benz. Хоча позначення Executivklasse (бізнес клас) було введено в 1993 році, історія попередників Е-класу — це історія всієї марки, тому що аж до 1982-го вони були наймасовішими автомобілями.
Традиційно Е-клас виготовлявся у кузові седан, але, починаючи з 1969 року в гамі присутнє купе, з 1978 року — універсал, а з 1992 — кабріолет (хоча спец-автомобілі на базі Е-класу випускалися завжди). У період 1997—2008 купе і кабріолет були відсутні, випускався CLK-клас заснований на кузовах більш дрібного С-класу, але зовні стилізований під Е-клас. Нинішнє покоління Е-класу крім седана і універсала (W213 і S213) має версії купе і кабріолет (C238 і А238).

## Відлуння війни
Історія моделі 170 — це історія всієї марки, яка пережила Другу світову війну. Автомобіль W136 з'явився ще в далекому 1936 році як заміна для старого W15. На базі 170-го були побудовані кабріолет і фургон.
Англо-американське бомбардування зруйнувала завод Mercedes-Benz'a в 1943 році, коли випуск перервався. Але єдиний відносно вцілілий конвеєр був якраз для 170-го автомобіля. В 1946 році виробництво відновилося, випускалися колишні моделі 170V в кузові седана, кабріолета і фургона. У післявоєнні роки автомобіль продовжував випускатися, в 1952 році з'явилася модель W191 будучи більш великою і у варіантах із дизельними двигунами. Автомобіль W136 випускався аж до 1955 року.
|             |  |             |  |             |  |              |  |            |
| 170V (1939) |  | 170S (1948) |  | 170D (1951) |  | 170SA (1952) |  | 170 (1950) |

## Mercedes-Benz W120/121 (1953—1962)
Предком автомобілів E-класу вважається модель 180 W120 (1953—1962), прозвана Ponton. Це був перший «середній» післявоєнний Mercedes-Benz.
Спочатку автомобіль оснащувався лише одним бензиновим двигуном (1,8 л, 52 к. с.), незабаром до нього приєднався дизель (1,8 л, 40 к. с.), який став надзвичайно популярним за багато десятиліть до масової дизелізації Європи: на версії з буквою D припала майже половина продажів.
|            |  |            |  |            |  |            |  |            |
| 180 (W120) |  | 180 (W120) |  | 190 (W121) |  | 190 (W121) |  | 190 (W121) |

## Mercedes-Benz W110 (1961—1968)
Наступник Понтонів, автомобіль з індексом W110 (1961—1968), спереду практично від нього не відрізнявся, проте був значно досконалішим у технічному плані: могутніше стали двигуни, у списку опцій з'явилися «автомат» і задні дискові гальма.
|     |  |     |  |     |  |      |  |     |
| 190 |  | 190 |  | 200 |  | 200D |  | 230 |

## Mercedes-Benz W114/115 (1968—1976)
Mercedes-Benz W114/115 (1968—1976) — перший Мерседес із «ножником», одним-єдиним підрульовим перемикачем і «смугастими» задніми ліхтарями.
|     |  |     |  |       |  |      |  |       |
| 200 |  | 220 |  | 230.4 |  | 280E |  | 280CE |

## Mercedes-Benz W123 (1975—1986)
До середини 1970-х років автомобілі «/8» морально і технічно застаріли. Запустити новий автомобіль у пост-кризовій ситуації вимагало сміливості, і нова машина повинна була відповідати найкращим очікуванням якості. У січні 1976 року такий автомобіль з'явився, запозичивши від попередника лише форму кузова. Ним став Mercedes-Benz W123. Всі вузли та агрегати (включаючи вакуумні гальма) нової моделі були нові, а стайлінг був заснований на автомобілі W116 S-класу.
Перші автомобілі 280 і 280Е були оснащені шестициліндровими двигунами, але в 1976 році до них приєднався ще ряд модифікацій: 200, 230, 200D, 220D, 240D (Р4), 300D (Р5) і 250D (Р6). У 1977 році з'явився кузов купе C123 в моделях 230С, 280С і 280СЕ, а також виключно для ринку США модель 300CD. А в 1978 році з'явилася ще одна новинка: якщо раніше універсали випускалися компанією на спец-замовлення, то починаючи з S123 універсал став постійним для модельного ряду, що складався з бензинових 230T, 250T, 280TE і дизельних 240TD і 300TD.
У 1979—1980 роки автомобіль піддається першому оновленню. Крім косметичних змін, була проведена заміна кількох двигунів на більш потужні і екологічно чисті. Перший із них, 200, замінив починаючу модель і встав на універсал 200т. За ним послідували інжекторні 230Е, 230СЕ і 230ТЕ, які замінили карбюраторні 230, 230Т і 230С. Також в 1980—1981 роках було згорнуто виробництво карбюраторних версій 280 і 280С. Також було припинено виробництво 220D, але натомість йому з'явилася версія 300D з турбонаддувом (спочатку для універсала (300TD, 1980), а потім і для седана і купе). Остання замінила 300CD і була доступна тільки для ринку США.
У 1982 році в автомобіля з'явився потужний конкурент. Компанія Mercedes-Benz, ризикнувши величезними коштами, запустила новий компактний седан W201 (190), який був представлений як дешева альтернатива. Успіх був миттєвим, але тим самим він відразу проявився в спаді продажів 123-х моделей. Тому в вересні 1982 року було здійснено ще одне оновлення, проте виробництво почало згортатися і останні автомобілі зійшли з конвеєра в січні 1986 року.
Всього за 11 років було побудовано 2 696 915 автомобілів версії W123, включаючи 99 884 в кузові купе і 199 517 універсалів (без урахування спец-серій). З них близько 1 080 000 було експортовано в США, Японію і країни Близького Сходу.
|     |  |      |  |       |  |      |  |       |
| 200 |  | 230E |  | 230CE |  | 280E |  | 230TE |

## Перше покоління E-Класу (W124, 1984—1997)
Mercedes-Benz W123 був одним з успішних автомобілів фірми, але до середини 1980-х років ситуація різко змінилася: покупцям потрібний автомобіль, який не тільки міг би доїхати з точки А в точку Б, а й був би доступним і стильним. Поява моделі 190 в 1982 році ізолювала W123, у якого не було ні престижу W126 S-класу, ні спортивності моделі 190. Тому дизайнер обох автомобілів Бруно Сакко відразу приступив до розробки нового автомобіля середнього класу, і в листопаді 1984 року машина була готова. Для свого часу вона мала один із кращих показників з аеродинаміки.
Mercedes-Benz W124 є один із найулюбленіших народом Мерседесів. На ньому вперше з'явилися повний привід 4Matic і потужні двигуни V8.
Найпотужнішою модифікацією була E 500 із двигуном потужністю 326 к. с. До речі, саме W124 вперше — з 1993 року — назвали E-класом. Випускалася і версія купе.
Всього було виготовлено 2 583 470 екземплярів Mercedes W124.
|      |  |       |  |       |  |      |  |      |
| 250D |  | 320CE |  | 300TE |  | E280 |  | 500E |

## Друге покоління (W210, 1995—2002)
У 1995 році на зміну W124 прийшов автомобіль W210. Нова модель хоч і повторювала геометрію попередника, але по суті була зовсім іншим автомобілем. Вперше на машинах цього класу застосовано рейкове кермове управління, датчик дощу і забруднення зовнішнього повітря, систему Parktronic і так далі. Однак найпомітнішим нововведенням стали передні фари округлої форми, за які автомобіль був прозваний «окулярик» або «глазастий».
Автомобіль виготовлявся в кузові седан і універсал (з 1996 року під індексом S210). Крім цього, автомобіль мав три лінії виконання: стандартна Classic, розкішна Elegance і спортивна Avantgarde. Модельний ряд відкрився в 1995 році дизельними E220 та Е300 Diesel і бензиновими E200, E230, E280 та E320. У 1996 році до них додалися E290 Turbodiesel і флагманський E420 з V8. У 1997 році відбувся перший технологічний ривок завдяки заміні старих рядних шестициліндрових двигунів на нові алюмінієві V6 з ЕБУ на E280 і E320. У тому ж році дизельний E300 Diesel був замінений на E300 Turbodiesel. У 1998 році завершився випуск версій E230 і E420, останній замінив E430. Крім того, відбулася друга технічна революція — були випущені нові дизельні двигуни з системою Common Rail, встановлені на таких моделях, як E200 CDI і E220 CDI (прийшла на зміну Е220 Diesel).
Автомобіль викликав чимало суперечок навколо своєї зовнішності і продавався дещо гірше, ніж попередники: за сім років було зроблено близько 1,3 млн машин.
Саме з цього автомобіля пішла традиція створення AMG-версій: найпотужніший E 60 AMG розвивав 381 к. с.
|          |  |                  |  |          |  |          |  |         |
| E270 CDI |  | E300 Turbodiesel |  | E320 CDI |  | E320 CDI |  | E60 AMG |

## Третє покоління (W211, 2002—2009)
У січні 2002 року на Брюссельському автосалоні відбулася прем'єра нового седана Е-класу під кодовим позначенням Mercedes-Benz W211. Виробництво моделі почалося в березні того ж року. Інженери компанії збільшили габарити автомобіля і простір у салоні, встановили величезний пакет електроніки та комп'ютерних систем.
Модельний ряд, як і у попередника, пропонувався в трьох лініях виконання: Classic, Elegance і Avantgarde. З огляду на більшу увагу до економії найпопулярнішими стали дизельні моделі, представлені варіантами E200 CDI і E220 CDI (Р4), E270 CDI (Р5), E320 CDI (Р6), а також E400 CDI (з двигуном V8). Бензинові моделі були представлені версіями E200 Kompressor (Р4), E240 і E320 (V6) і флагманом E500 (V8). Останні три також пропонувалися в повноприводній версії 4MATIC. У жовтні 2002 року з'явилася спортивна модель E55 AMG з нагнітальним V8. У січні 2003 року на Дейтройтському автосалоні відбулася прем'єра універсала S211.
У 2004 році з'явилася гібридна модель E200 NGT, двигун якої працював на природних газах. У 2005 році компанія Mercedes-Benz припинила випуск 5-циліндровим двигуном і E270 CDI був замінений на E280 CDI, який також пропонувався в повноприводної компонуванні.
За ті ж 7 років випуску, що й W210, автомобіль розійшовся по світу майже на півмільйона більшим тиражем.
|          |  |      |  |      |  |          |  |         |
| E270 CDI |  | E240 |  | E280 |  | E220 CDI |  | E55 AMG |

## Четверте покоління (W212, 2009—2016)
У січні 2009 року на Детройтському автосалоні відбулася прем'єра нового покоління E-класу. Дизайн автомобіля (праця Гордона Вагенера) йде в тандемі з модою на ретро-стайлінг, яка помітна на автомобілях W221 S-класу і W204 С-класу. Основна прикмета цієї моди — задні крила, запозичені від понтонів п'ятдесятих років. Автомобіль, як завжди, оснащується новітніми системами безпеки. Наприклад, активний капот для захисту пішоходів, система контролю ступеня втоми водія, активні підголовники і т. д. Також для більшості моделей стандартними є семиступінчаста АКПП, пневмопідвіска і багато іншого.
Модельний ряд ще відкривається, але майже всі (крім версій 4Matic і V8) будуть мати почесний статус BlueEfficiency в плані економії і екології. Модельний ряд відкрився в березні 2009 року дизельними E220 CDI, E250 CDI (Р4) і E 350 CDI (V6) і бензиновими E350 CGI і E500 (E550 в США). У серпні до них приєднається E63 AMG, а у вересні список поповниться моделями E200 CDI, E200 CGI, E250 CGI, 4Matic (E350 CDI, E350 CGI і E500) і гібридної E350 BlueTec.
У березні 2010 року у виробництво пішов універсал S212. У 2009 році відбулося ще одна важлива подія — купе CLK-класу пішло в історію, натомість з'явився автомобіль C207 який називається E Coupe, а в 2010 році з'явився кабріолет A207.
У грудні 2012 року, модель зазнала рестайлінг, змінилася передня оптика, додали електронних помічників.
|                                     |  |               |  |                |  |                 |  |         |
| E200 CDI BlueEFFICIENCY (2009—2012) |  | E250 (з 2012) |  | E350 CDI Coupé |  | E200 CDI Cabrio |  | E63 AMG |

## П'яте покоління (W213, 2016—дотепер)
Mersedes-Benz E-Class (W213) — абсолютно нове покоління седана Мерседес Е-класу, вперше було представлено на автосалоні в Детройті у січні 2016 р. Модель отримала звання найінтелектуальнішого авто у сегменті.
Автомобіль доступний у чотирьох комплектаціях: 200, 200d, Luxury та Sport.
Моделі в комплектаціях «Luxury» та «Sport» добре поглинають нерівності дорожнього покриття та мають стійку їзду по шосе. Хоча їзда версії «Luxury» помітно приємніша, з хорошим контролем рухів корпусу, версія «Sport» демонструє стійкішу їзду, завдяки більш жорсткій підвісці та низькопрофільним 18-дюймовим шинам.
Двигун V6 з прямим вприском палива та 320 кінськими силами, забезпечує плавне і сильне прискорення. На паливі підвищеної якості, бензиновий двигун демонструє 11,2 л/100 км.
У вересні 2020 року E-Class п'ятого покоління зазнав рестайлінг. Одразу оновилися купе, кабріолет, седан, універсал, а також позашляхова версія на базі універсалу All Terrain та спортивний варіант від AMG. Вартістю найдешевшої версії після рестайлінгу складає 54 250 $.
Mersedes-Benz E-Class 2022 року отримав стандартне автоматичне дальнє світло фар та 4 нових кольори кузова.  
|                |  |                |  |              |  |             |  |                          |
| E220d (з 2016) |  | E220d (з 2016) |  | E220d (S213) |  | E300 (C238) |  | E300 All-Terrain (X 213) |

## Виробництво і продаж

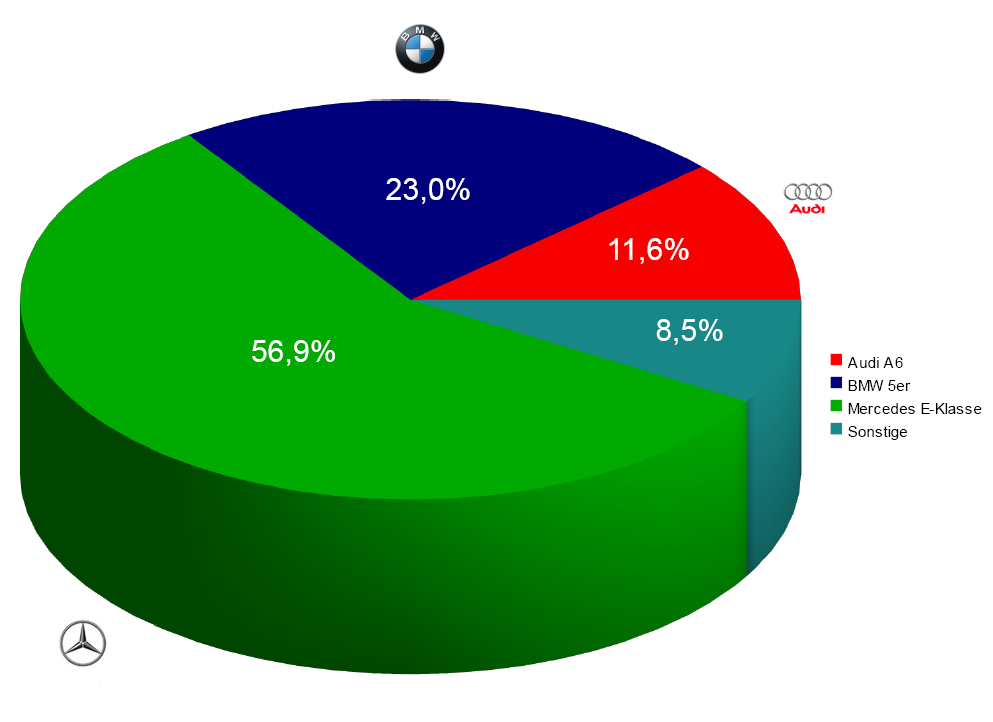
Продажі в Німеччині, E-Клас і конкуренти

| Календарний рік | Виробництво (седан/універсал/купе/кабріолет) | Продажі в США | Продажі в Китаї |
| --------------- | -------------------------------------------- | ------------- | --------------- |
| 2001            |                                              | 44 445        |                 |
| 2002            |                                              | 42 598        |                 |
| 2003            |                                              | 55 683        |                 |
| 2004            |                                              | 58 954        |                 |
| 2005            |                                              | 50 383        |                 |
| 2006            |                                              | 50 195        |                 |
| 2007            |                                              | 48 950        |                 |
| 2008            |                                              | 38 576        |                 |
| 2009            |                                              | 43 072        | 8 200           |
| 2010            | 323 200 (208 400 / 44 400 / 49 600 / 20 800) | 60 922        | 40 760          |
| 2011            | 338 386                                      | 62 736        |                 |
| 2012            | 310 408                                      | 65 171        |                 |